# 新田義尊
新田 義尊（にった よしたか、1858年（安政5年）1月 -没年不詳）は、広島県佐伯郡出身（のちに本籍が群馬県に移動）の教育者。号は聖山。1893年から1902年まで沖縄に赴任、沖縄県尋常師範学校の教諭として漢文と歴史を担当した。
また同時期に、教育会の評議員を担いつつ沖縄における教育会機関紙『琉球教育』の編集担当も務めた。『琉球教育』に掲載された論文「沖縄は沖縄なり琉球にあらず」では、沖縄は日本と同人種であるといういわゆる「日琉同祖論」の立場から沖縄と日本との関係性を論じた。こうした彼の思想は、沖縄の若者たちに強烈な記憶を焼き付けたとされている。

## 来沖まで
新田が来沖するまでの来歴は長らく不明とされ、わずかに1889年に『桃源吟藻』（二集）という漢詩集の編纂発行をおこなっていたことや、このことに伴い来沖以前から漢詩に親しみその素養があったこと、その発行物に「神田区猿楽町5番地」とあることによりこの時期には東京神田に住んでいたことが知られる程度であった。
ところが近年になり、新田が勤めた東京神田順天中学に彼の履歴書が残されているのが発見されたことで、生年や出身地、そして来沖を含めた新田の履歴が明らかになったのである。
履歴書から確認できる新田の来沖の動機は、沖縄に赴任する半年ほど前の1893年4月に文部大臣より「尋常師範学校尋常中学校漢文科教員タルコトヲ免許」されたことで、これにより同年に35歳で赴任している。それ以前の職歴は記載が無く不明である。
ただし、新田に漢学を師事した芳村忠明によれば、新田は「新田義貞16世の孫」とされている。また、順天求合社幹事、法医学会会員などとしてそのほかの文献に名前が見える。

## 新田来沖前後期の沖縄の教育状況
琉球処分以後、沖縄では同化政策を推進するために、1880年代を中心に学校教員の多くが日本本土より招聘された。これは師範学校の卒業生が出始める1890年代以降、沖縄人教員中心へと移行するまで続くことになる。
沖縄では琉球処分直後から『沖縄対話』を暗誦させることで標準語を覚えさせるなどして本土と同化させる学校教育を行おうとするが、学校が「大和屋」などと呼ばれ沖縄人から学校が異質な存在として認識されていたり、日本本土人により行われる教育に沖縄人が恐怖心を抱いたなどの理由により同化教育は思うように進まず、明治政府は沖縄統治に苦慮するなかで愛国主義を涵養するための教育を求めた。

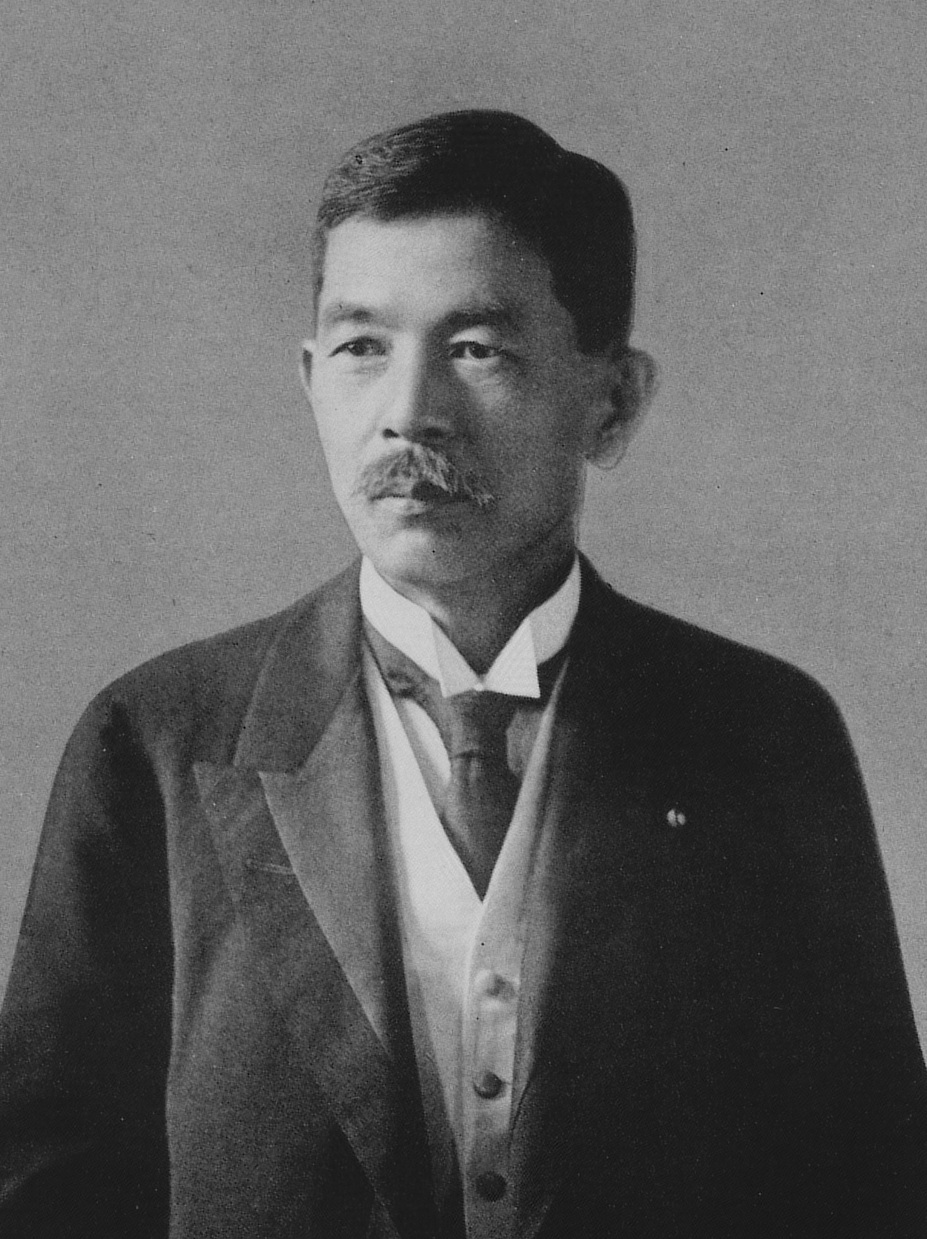
一木喜徳郎

1894年2月から40日間に渡り、沖縄、宮古、石垣の視察のために内務省より一木喜徳郎が派遣される。その調査の中で彼がまとめた『一木書記官取調書』によると、いまだに沖縄での同化教育が実を結ばないのは旧支配階級を中心に本国日本ではなく清との近い関係を望んでおり、それは琉球王国時代の特権を取り戻したいためであるとされた。そこで一木により、旧慣温存政策を廃止し、「藩制復旧ノ到底望ナキコトヲ悟ラシム」ことで「思想ヲ一変スル」ことが提唱された。

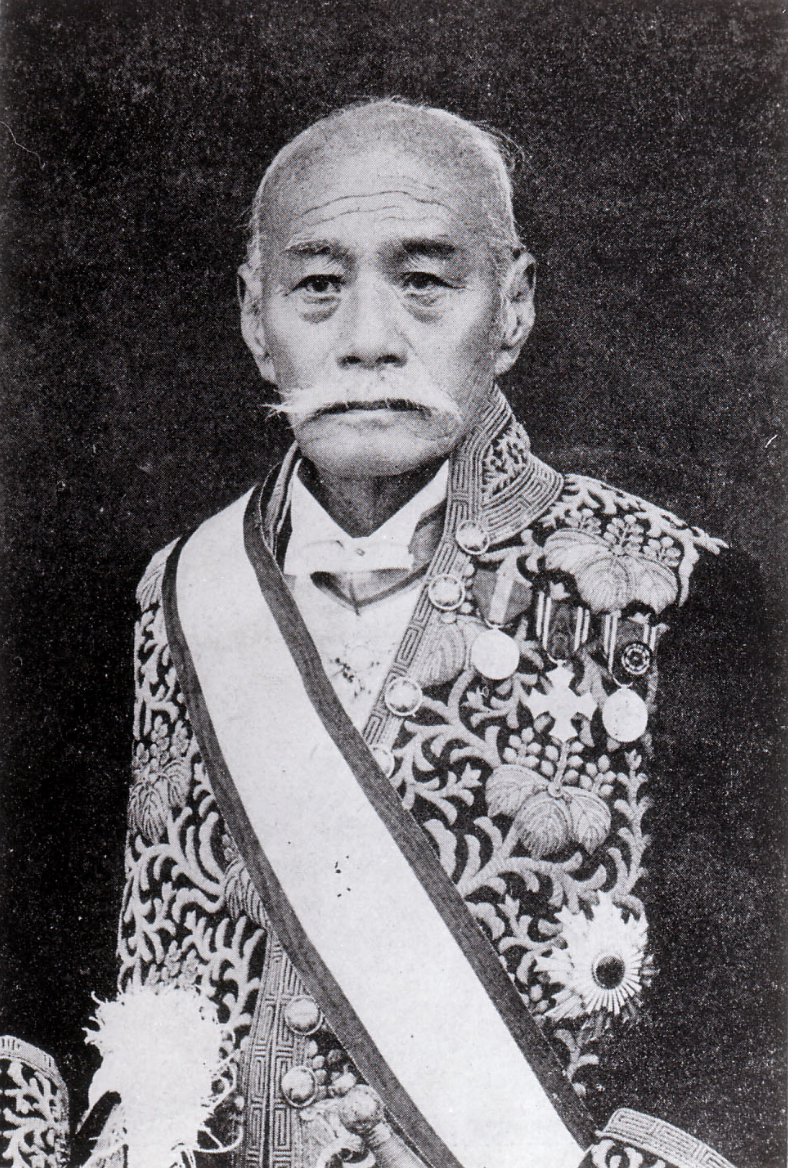
奈良原繁

日清戦争後の視察により、沖縄では日清戦争の結果日本が領有することになった台湾を導くための教育がなされることとなった。これを受け、当時の沖縄県令であった奈良原繁は1895年6月の沖縄県私立教育会総集会において「言語風俗習慣等」が日本本土と異なることの無いよう、より一層励むようにと教員たちに呼びかけることとなった。
日清戦争での戦勝が沖縄における小学校への就学率上昇を促し、かつ国内存在としての沖縄の位置が確定化し始める重大な契機となった。

## 沖縄での活動
新田の沖縄での活動は、師範学校教員としての教育活動と共に、『琉球教育』の編集担当者としての言論活動にあったと言える。1894年1月には小学校教員検定委員に命じられ、同年7月には『琉球教育』の雑誌編集委員に嘱託されている。
そのほかに、学事視察のための東京出張、小学教科用図書審査委員の任命、小学校教員乙種検定委員の任命、師範学校生徒の内地修学旅行の引率出張命令、沖縄高等女学校教諭の嘱託、小学校教員検定臨時委員の任命を行ったようであるが、なかでも文部省編『沖縄県用尋常小学読本』の編集に新田が何らかのかたちで協力したことが知られている。
博物学者の黒岩恒とは、沖縄師範学校や『琉球教育』編集者としての同僚であった。両者の関係は良好だったようで、新田は黒岩の功績－新火山島および蔓草（ビョウカヅラ）の新発見を『琉球教育』の中で絶賛し、また黒岩も、尖閣列島探査調査ののち「南小島」に聳立する石を「新田立石」と命名し新田を顕彰している。

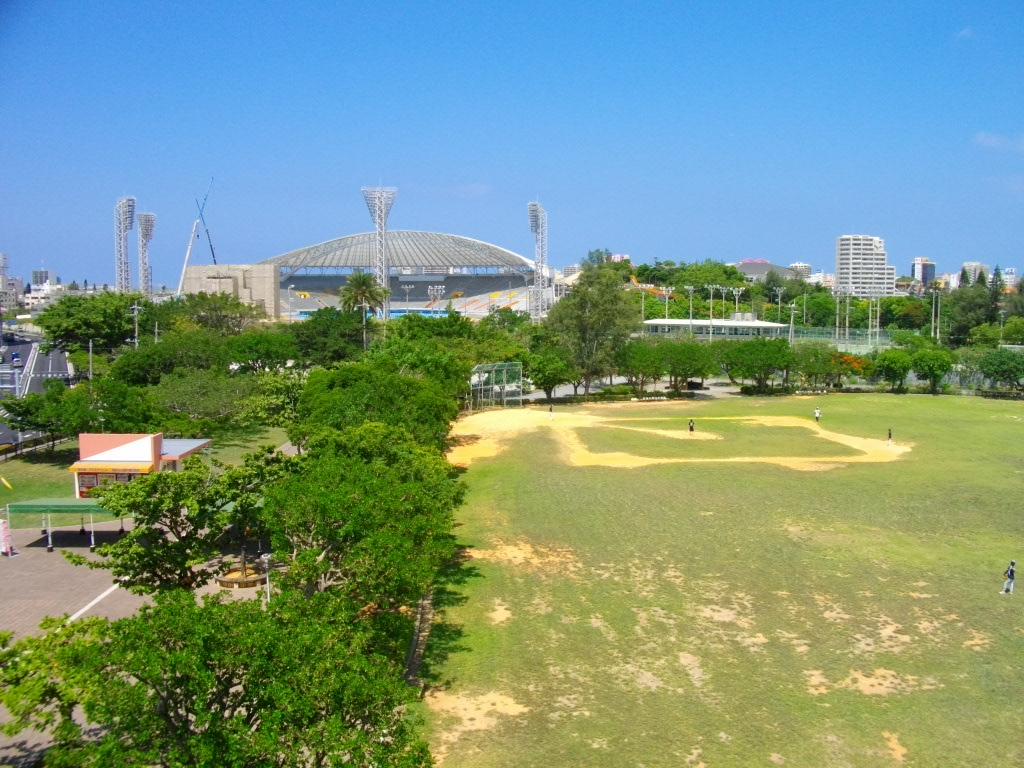
現在の奥武山公園

沖縄で最初に開設された運動公園である奥武山公園について、その創設のきっかけとなった明治33年（1900年）5月10日の皇太子（のちの大正天皇）の成婚から、明治34年（1912年）5月5日の皇孫裕仁親王の命名と同日に告成したことを示す「奥武山公園記念碑」を明治34年5月10日に記している。

### 教育者として
沖縄県私立教育会では、黒岩恒の「自然科学の黒岩」に対し、「人文科学の新田」と称させるほどの権威者であった。

### 編集者として
『琉球教育』の編者という以外にも、「彙報氏」などのペンネームを利用し本誌に多くの寄稿をしている。こうしたことからも、当時の『琉球教育』の論調を規定したのは新田自身であるとされている。

### 「沖縄は沖縄なり琉球にあらず」
明治28年（1895年）12月から明治30年（1897年）5月、『琉球教育』第2、4、8、9、10、11、14、17号に分けて発表された新田の代表論文である。沖縄はもとから「沖縄」であり、けして「琉球」ではないというのが本論文全体に流れる主張であり、それを歴史的に証明しようとすることが本論文の目的である。
新田は本論文を通して、琉球が王国時代におこなってきた日本と中国への両属（日支両属）を批判する。彼は、両属という政治形態は近代国家の理念からすれば許されないことであるため、当時の沖縄を取り巻いていた中国的要素を「垢」とみなし、それを洗い落とすことで清潔・無垢の日本人になるべきであると説く。また日本人でありながら中国の年号をつかい、冊封をうけ、志那名（カラナ）を用いることは日本の国体を傷つけるとする。こうした新田の両属批判は、日清戦争直後という時勢にも後押しされることで、特別なニュアンスをもった中国への敵対心を含んだかたちで展開された。

#### 「琉球」「沖縄」という名称
「沖縄」ということばは純粋な日本語（やまとことば）であり、島の住人も「ウチナハ」「オチナハ」と呼んでいる。人種的な観点から考えても「沖縄」がもっとも沖縄にふさわしい名称だとする。このように新田は、特に言葉に日本語の古い形が残されているということを強調し沖縄が日本民族の一員であると確信、そうした信念から論を展開する。このことにより彼の言う「沖縄」は、のちの研究者により「日琉同祖論」を象徴する言葉として位置付けられている。
「琉球」は古くは沖縄ではなく台湾を指して用いられた呼称だったが、冊封を契機に中国側が沖縄を指して用いるようになった。したがって「琉球」は中国側からつけられたもので、日支両属を象徴する名称であるとされる。
「琉球」は中国の冊封を受けていた他のアジア諸国と同様に「外蛮人」であるが、「沖縄」は他のアジア諸国＝「外蛮人」とは違う日本人である。

#### 沖縄の神話
当時参照できた書物において、沖縄の神話に関しては各書ともに内容が少しずつ異なっている。アマミク、シネリクが国土を創造したという点はほぼ一致しているが、統治者や支配層の起源、ことに天孫氏への言及については、それぞれ差が見受けられる。

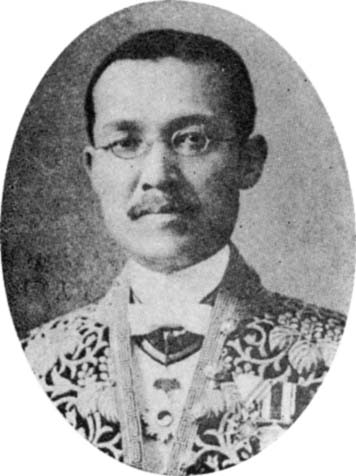
幣原坦

沖縄の支配者層の祖となったと言われる天孫氏は、当時の学説の一つに、日本神話の神そのものである、あるいはその子孫であるとする説が存在した。だがこの説は、幣原坦や加藤三吾といった学者に牽強付会と批判されていた。こうした背景が存在しつつも、新田はこの牽強付会の説を支持していた。つまり新田の考えでは、アマミク、シネリクも天孫氏も共に日本神話に関連付けることで沖縄が日本の「同宗支族」の一証であるとしたのである。

#### 中国正史の「流求」
新田は、程順則が享保16年（1731年）に幕府の諮問に答えた建議書から、中国正史の『隋書』や『北史』にある項目である「流求」を紹介している。そこで新田は、『隋書』や『北史』にある「流求」は台湾を指しており、沖縄が「琉球」と呼ばれるようになるのは冊封以降のことであるとする。
「流求」＝台湾説が広く知られるようになるのは、リースが『台湾島史』を発表してからのこととなるため、新田が発表した当時、この説はまだほとんど知られていなかった。したがって、新田は日本でかなり早い時期に「流求」＝台湾説を唱えた人物であると言える。
新田が「流求」＝台湾とした根拠は、地勢や気候、植生などのほかに中国からの船での旅程にも及ぶ。しかし特に強調されるのが、流求には人肉を食う習慣があるとした点である。日清戦争後、正式に日本の領土となったことにより台湾への関心が高まった。そうした背景の下に台湾の野蛮性が新田のなかで膨れ上がり、流求＝野蛮＝台湾の図式ができあがったとされる。また、明治4年（1871年）の「台湾遭難事件」の墓碑銘改築の話題が当時さかんに報道されており、この件により新田の説が世間に受け入れられやすくなっていたとも考えられている。

### 現代における本論文の評価
本論文「沖縄は沖縄なり琉球にあらず」の現代における評価は、本論文が新田の代表論文ということから、しばしば本論文の評価＝新田義尊の評価ともされてきた。
たとえば『沖縄大百科事典』では、本論文ほか新田の2編の論説があげられ、「皇国・国粋を妄信する立場から沖縄の独自性を問題にし〈琉球国といふ分子が混入〉している状況を〈改良〉すべしとする同化論・日琉同祖論を唱えている。思想史・沖縄研究史の面から検討に値する人物とされている。
いっぽうで本論文は、新田の気分によって公平な書き方だったり中国の策謀説を取るような点で実証的なものとは言い難く、当時の沖縄や台湾についての表面的な知識をそのまま『隋書』などの時代に当てはめようとし、かつ史料批判もなされていない。かつ食人の習慣を野蛮だとするような当時の偏見をそのまま歴史研究に持ち込むというような、史実をゆがめる態度のものであると酷評もされている。

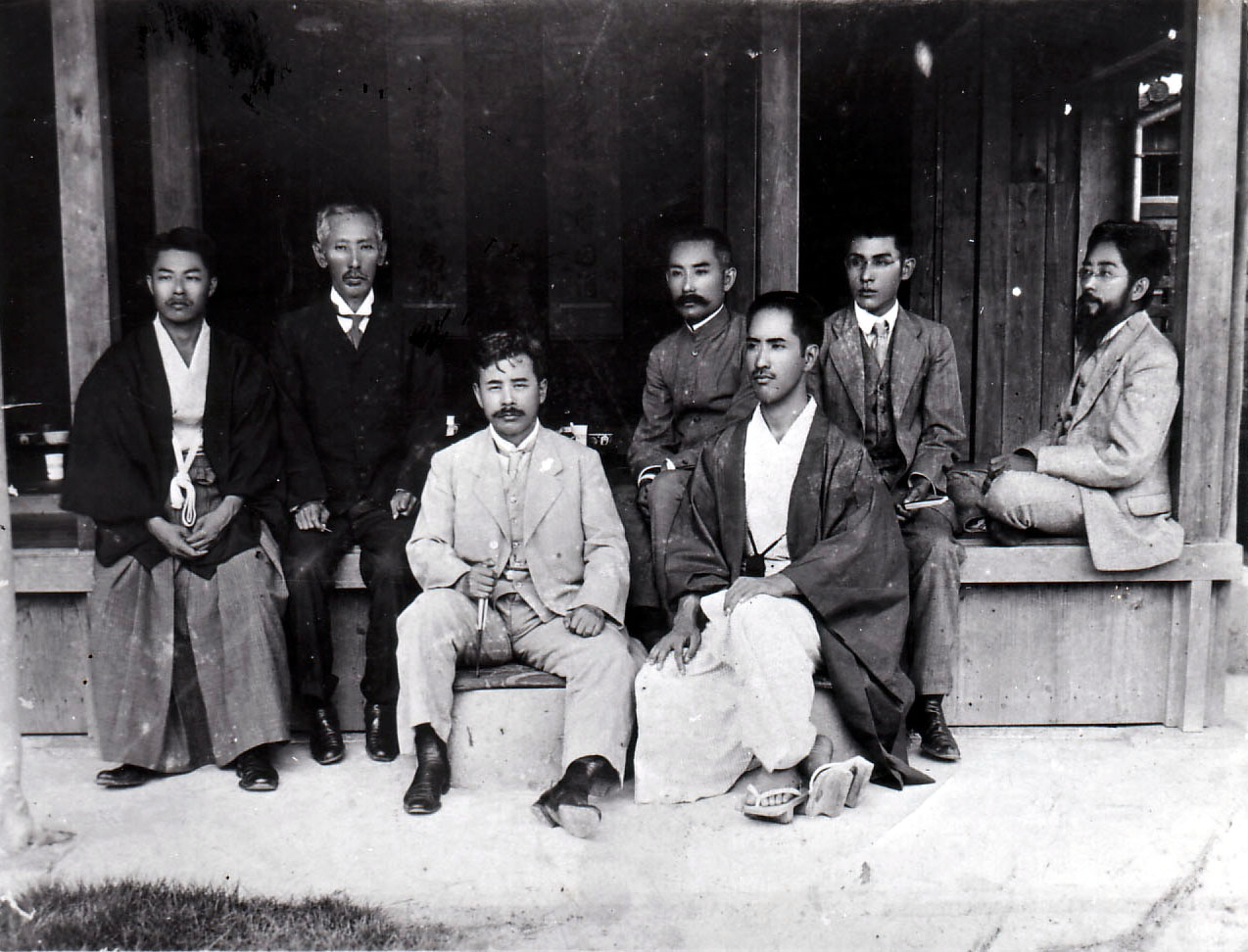
左から2人目が太田朝敷、一番右が伊波普猷

しかし近年の研究では、新田の思想や本論文が近代沖縄教育の原型となって当時の教育の場で受容されただけでなく、彼と同時代を生きたジャーナリストである太田朝敷や、のちの伊波普猷の思想とも共通する部分を多く含んでいるという点で、近代沖縄教育を語るうえで看過できない存在とされている。

## 思想の特徴や影響力

### 源為朝賛美
「彙報氏」の名前を用いて、源為朝をことさらに賛美するとともに三山の王を国賊視する論考を『琉球教育』に多く発表している。それは、為朝の渡来によって沖縄は「中興」し、その時代の日本の風俗や言語が今日まで残ったのは「為朝の力」であるが、いっぽうで冊封や両属という機会を招いた琉球国王は、王ではなく国守や島守であるという主張である。
明治30年代当時、為朝伝説は、加藤三吾などのように捏造として批判する者も存在する一方、幣原坦のように概ね史実として扱う者も多かった。

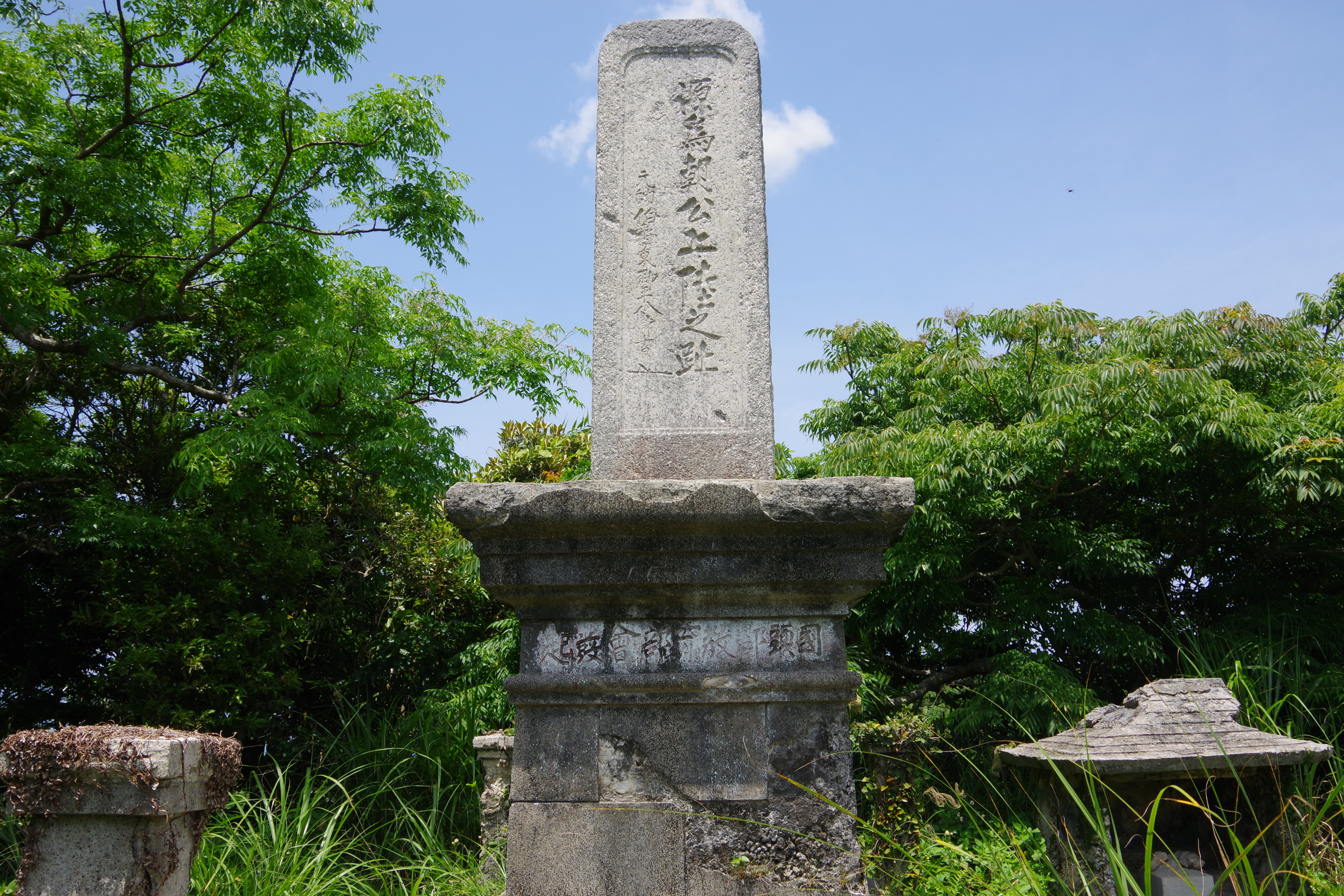
源為朝公上陸之趾

なお、新田自身もその作成に関与し、明治31年から沖縄で使用された教科書である『沖縄県用尋常小学校読本』にも為朝渡来譚が採用されている。

### 同時代人たちへの影響
新田による愛国主義的な沖縄論や教育論は、同時代人である加藤三吾や『琉球新報』主筆の太田朝敷、さらには沖縄学の父とされる伊波普猷に対し、その多くが批判の対象でありながらも大きな影響を与えている。批判の多くは、為朝伝説の事実性の批判であったり、中国との関係ひいては沖縄の固有性を支持する立場からのものであった。
1902年の新田の休職時には、彼が勤務する沖縄県師範学校学友会の機関誌『龍潭』にて教え子たちが彼の休職を惜しむ言葉や和歌を寄せている。そこには、新田の沖縄史像の影響を受けたと思われるものが多々確認される。

## 離沖前後の経歴
1900年頃からの体調不良により、新田は1902年5月1日付で休職、同年沖縄を離れている。
のち、1930年12月24日付で千葉県立長生中学校教諭となるが、1931年3月31日付で休職となっている。
また、この間の1931年3月2日には従七位に叙された。
在沖期間は35歳から45歳までで、1893年から1902年までの足掛け10年に及び、新田の生涯の仕事のなかでその中核をなすものであろうと考えられている。
離沖後の足取りは順天中学への赴任以降は明らかでないが、教え子との交流や1932年に発行されている沖縄師範学校同窓会の会報に寄稿していることから、この頃までは生存していたことが明らかにされている。